# ريجنالد ديفيس جونسون
ريجنالد ديفيس جونسون (بالإنجليزية: Reginald Davis Johnson)‏ هو مهندس معماري أمريكي، ولد في 19 يوليو 1882، وتوفي في 1952.